# USNS Mercy (T-AH-19)

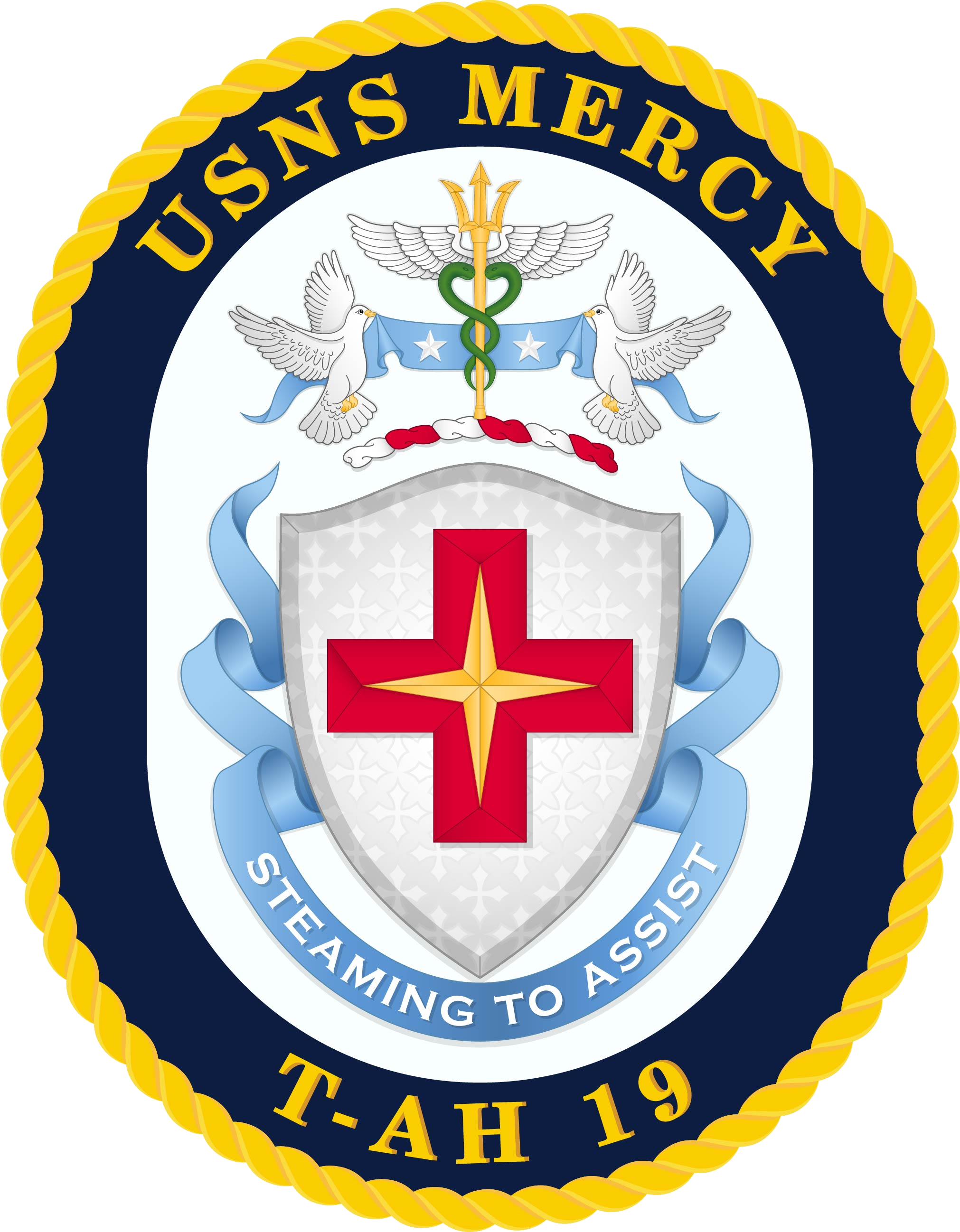
Herb USNS „Mercy” (T-AH-19)

USNS Mercy (T-AH-19) – jednostka wiodąca okrętów szpitalnych typu Mercy, służąca w United States Navy. Trzecia jednostka marynarki wojennej Stanów Zjednoczonych, której nadano nazwę „Mercy” (ang. „miłosierdzie”). Bliźniaczy statek to USNS „Comfort” (T-AH-20).
Zgodnie z konwencją genewską na okręcie nie ma broni innej niż do obrony własnej (w tym statku), dotyczy to również załogi.

## Historia
„Mercy” został zbudowany jako tankowiec SS „Worth” w stoczni National Steel and Shipbuilding w San Diego w 1976 roku. W lipcu 1984 roku jednostkę przemianowano na USNS „Mercy” i przebudowano na okręt szpitalny przez to samo przedsiębiorstwo. Podczas przebudowy dodano lądowisko dla śmigłowców, pomieszczeniem kontroli lotów, przedłużono pokład oraz rufę. Wodowanie zmodyfikowanej jednostki odbyło się 20 lipca 1985. 8 listopada 1986 statek rozpoczął służbę.
Przebudowa statku z tankowca na pływający szpital kosztowała 208 milionów dolarów a remont trwał prawie trzy lata. Statek, wraz z bliźniaczymi jednostkami serii Mercy są najdłuższymi w posiadaniu floty marynarki Stanów Zjednoczonych zaraz po lotniskowcach z napędem jądrowym typu Gerald R. Ford i Nimitz.
Podstawowym zadaniem okrętu jest zapewnienie szybkich i mobilnych usług medycznych dla sił zbrojnych Stanów Zjednoczonych, służba rządowi Stanów Zjednoczonych podczas klęsk żywiołowych i zapewnienie pomocy humanitarnej w czasach pokoju.
Portem macierzystym jest baza morska marynarki w San Diego. Statek na co dzień działa w gotowości operacyjnej z minimalnym składem, po ogłoszeniu gotowości taktycznej, personel statku ma pięć dni na podjęcie działań taktycznych.

### Przebieg służby

#### Misja szkoleniowa na Filipinach (1987)
W dniu 27 lutego 1987 roku statek został wysłany na szkolenie podczas rejsu humanitarnego na Filipiny i Południowy Pacyfik. Personel okrętu składał się z żołnierzy czynnych i rezerwistów Marynarki Wojennej Stanów Zjednoczonych, Indyjskiej Marynarki Wojennej, wojsk lądowych Stanów Zjednoczonych, Sił Powietrznych Stanów Zjednoczonych, oraz publicznej służby zdrowia Stanów Zjednoczonych oraz cywili z Dowództwa Wojskowego Transportu Morskiego. Na miejscu do pomocy włączyli się medycy z Sił Zbrojnych Filipin. Podczas działań trwających ponad 5 miesięcy udzielono pomocy ambulatoryjnej dla ponad 62 tys. pacjentów i hospitalizowano tysiąc pacjentów, działania te były prowadzone w siedmiu portach. Okręt powrócił do bazy 13 lipca 1987 roku.

#### Operacja pustynna (tarcza/burza) (1990-1991)
W dniu 9 sierpnia 1990 roku ogłoszono gotowość bojową w celu wsparcia I Wojny w Zatoce Perskiej w ramach operacji Pustynna Burza. Okręt wyruszył z portu 15 sierpnia, a do Zatoki Perskiej dotarł 15 września 1990 roku. Na miejscu zadania polegały na wsparciu medycznym wielonarodowym siłom sojuszniczym, przyjęto ponad 690 pacjentów i wykonano prawie 300 operacji. Ostatnimi zadaniami, które powierzono personelowi była pomoc 21 amerykańskim żołnierzom oraz dwóm włoskim jeńcom wojennym. Po 218 dniach misji, okręt powrócił do bazy 23 kwietnia 1991 roku.

#### Pomoc po tsunami na Oceanie Indyjskim (2005)
W dniu 5 stycznia 2005 roku USNS Mercy opuścił port w San Diego udając się do zniszczonych przez tsunami rejonów południowo-wschodniej Azji, gdzie głównym zadaniem była pomoc medyczna ofiarom katastrofy, pomoc otrzymało 107 tys. pacjentów.

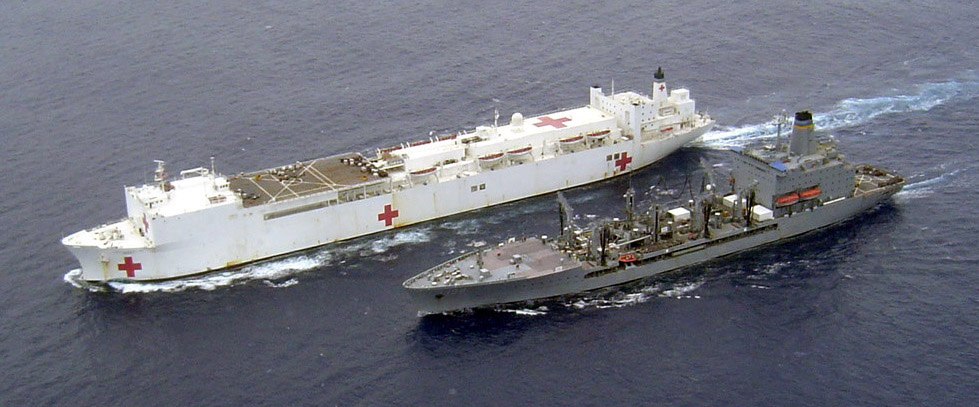
USNS Mercy (T-AH-19) podczas tankowania na morzu przez USNS „Tippecanoe” w kwietniu 2005 roku w trakcie misji humanitarnej podczas Trzęsienia ziemi na Oceanie Indyjskim (2004)

#### Pacific Partnership (2006)
W 2006 roku w ramach trwającej misji humanitarnej na Pacyfiku okręt odwiedził kilka portów w tym m.in. na Filipinach i w Indonezji. Podstawową misją okrętu było niesienie pomocy humanitarnej w odwiedzonych krajach oraz szkolenie przygotowujące do bezstresowego reagowania podczas sytuacji kryzysowych. Personel medyczny działający podczas tej misji składał się ze służb zbrojnych kilku krajów, Sił Zbrojnych i organizacji pozarządowych Stanów Zjednoczonych.

#### Pacific Partnership (2008)
W dniu 14 kwietnia 2008 roku okręt został wezwany do czteromiesięcznej misji humanitarnej w Azji i Oceanii. Wysłano na miejsce ponad 1200 członków załogi, w tym 900 oficerów i marynarzy oraz 300 ekspertów ds. zdrowia i budownictwa. Tym razem do pomocy włączyły się: Australia, Kanada, Chile, Japonia, Korea Południowa, Nowa Zelandia i Portugalia oraz kilka organizacji pozarządowych. Statek miał zostać skierowany do pomocy ofiarom cyklonu w Birmie, lecz działania te zostały odwołane. W dniu 10 czerwca po tym jak helikopter należący do statku został ostrzelany w konflikcie trwającym na południu Filipin wszelkie misje humanitarne zostały tymczasowo zawieszone. Podczas tej misji udzielono pomocy 91 tysięcy pacjentom, w tym wykonano 1369 operacji.

#### Pacific Partnership (2010)

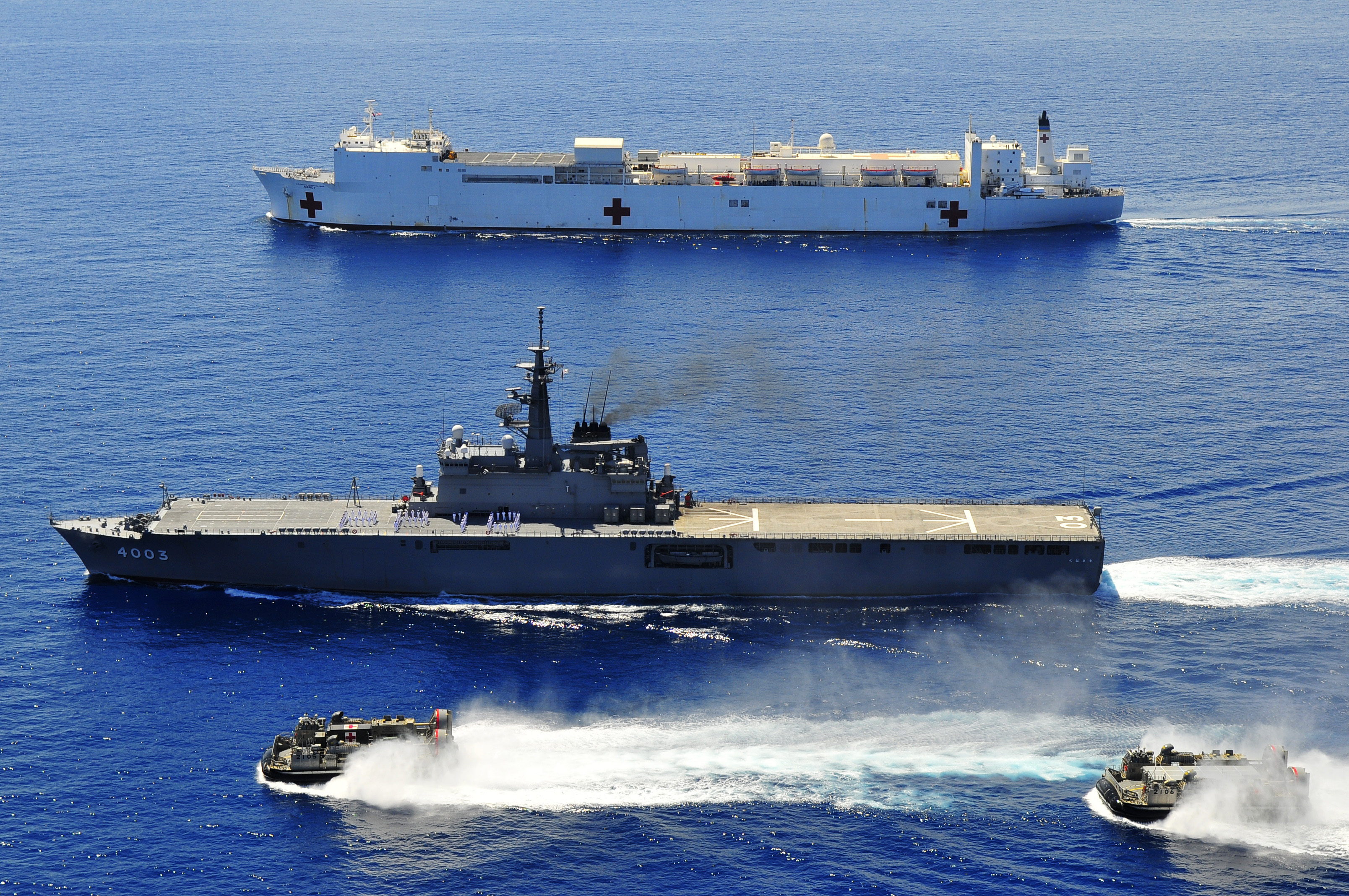
Dwa poduszkowce Landing Craft Air Cushion oraz japoński okręt desantowy „Kunisaki” i USNS „Mercy” (T-AH-19) podczas Pacific Partnership 2010

W dniu 24 lutego 2010 roku dowództwo Floty Stanów Zjednoczonych ogłosiło, że „Mercy” będzie głównym okrętem szpitalnym podczas kontynuacji działań w Azji i Oceanii. W ramach tej współpracy okręt odwiedził Wietnam, Kambodżę, Indonezję oraz Timor Wschodni. Udzielono pomocy prawie 110 tys. pacjentom, w tym wykonano 1580 operacji.

#### Pacific Partnership (2012)
W dniu 3 maja 2012 roku ponownie opuszczając port w San Diego w ramach Współpracy na Pacyfiku przeznaczono o wiele więcej roboczogodzin na działania medyczne, weterynaryjne oraz budowlane w porównaniu do roku 2010, w ramach współpracy działania podjęło 13 krajów partnerskich oraz 28 organizacji pozarządowych.
Dzięki swoim osiągnięciom załoga otrzymała nagrodę „Peacemaker” (działania na rzecz pokoju) nadaną przez Narodowe Centrum Rozwiązywania Konfliktów.

#### Działania w następstwie tajfunu Haiyan (2013)
W połowie listopada 2013 roku statek otrzymał rozkaz wzięcia udziału w misji humanitarnej, aby pomóc w następstwach drugiego najsilniejszego tajfunu w historii, jednakże rozkaz ten został anulowany przed wypłynięciem okrętu.

#### Ćwiczenia RIMPAC (2014)
Okręt wziął udział w RIMPAC 2014, dużych wielonarodowych ćwiczeniach morskich z udziałem statków i personelu z 23 krajów. Oprócz zapewniania doraźnej opieki medycznej i chirurgicznej personelowi rannemu podczas ćwiczeń, załoga okrętu brała udział w wielostronnych wymianach doświadczeń i wiedzy z ekspertami z innych krajów głównie z wojskowymi lekarzami. Ponadto okręt współpracował podczas ćwiczeń z „Daishan Dao”, statkiem szpitalnym z Chińskiej Republiki Ludowej.

#### Pacific Partnership (2015)
Dziesięć lat po akcji pomocy ofiarom tsunami na Oceanie Indyjskim Flota Pacyfiku Stanów Zjednoczonych ogłosiła, że okręt ponownie weźmie udział we Pacific Partnership. Koncentrując się na wymianach ekspertów i zaangażowaniu w działania zdrowotne. Okręt stacjonował w Fidżi, Papui-Nowej Gwinei, Filipinach oraz w Wietnamie.

#### Pacific Partnership (2016)
Świętując 10-lecie Pacific Partnership, Flota Pacyfiku Stanów Zjednoczonych ogłosiła, że okręt będzie nadal uczestniczyć w trwającej serii szkoleń przygotowujących do gotowości na wypadek katastrofy. Okręt odwiedził Timor Wschodni, Malezje, Indonezje, Filipiny i Wietnam.

#### Pacific Partnership (2018)
Okręt w ramach Współpracy na Pacyfiku wypłynął na Sri Lankę w 2018. W tym roku władze marynarki postanowiły uhonorować kapitanów i załogę statku specjalną tablicą uznaniową za jej udział w wieloletnich działaniach w ramach Pacific Partnership.

#### Działania operacyjne podczas pandemii COVID-19 (2020)

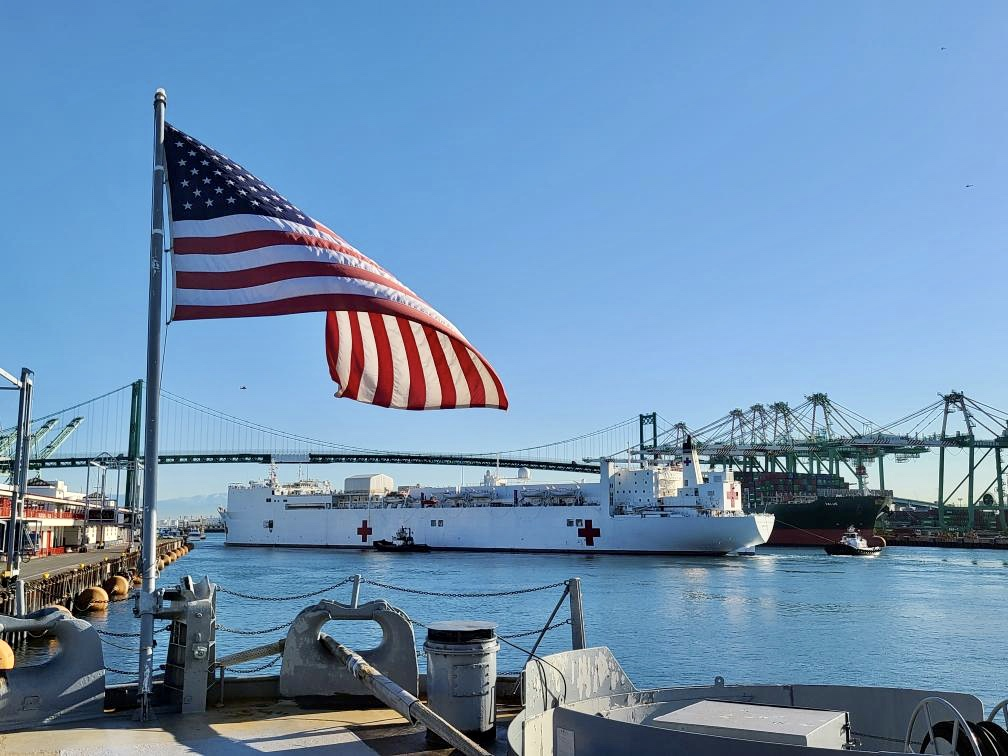
USNS „Mercy” przypływający do portu w Los Angeles 27 marca 2020

Od marca do maja 2020 r. okręt był wysłany do Los Angeles, aby udzielać pomocy szpitalnej w odpowiedzi na COVID-19. Statek przybył i zacumował w porcie wycieczkowym w Los Angeles w dniu 27 marca 2020 r. i odpłynął 16 maja. Misją statku było leczenie pacjentów innych niż ci z COVID-19, odciążając szpitale lądowe, które mogły skupić się na walce z wirusem. Działania te odzwierciedlają podobną misje siostrzanego statku USNS Comfort, mającą na celu wsparcie walki z COVID-19 w Nowym Jorku. Personel statku leczył 48 pacjentów koniecznym było poddanie kwarantannie 100 marynarzy, personel który miał kontakt z pacjentami z podejrzeniem COVID-19, również poddano kwarantannie. Okręt wrócił do bazy w San Diego 15 maja.
W dniu 31 marca 2020 r., podczas gdy USNS „Mercy” był zacumowany, maszynista pociągu towarowego przewoźnika Pacific Harbor Line celowo wykoleił skład, próbując zderzyć się ze statkiem, ale atak się nie powiódł. Według amerykańskiej prokuratury maszynista „był podejrzliwy wobec okrętu, wierząc, że ma on inny cel związany z COVID-19 lub przejęciem rządu”. Pociąg zatrzymał się około 230 m od statku po zniszczeniu kilku barier, doszło do znacznego wycieku oleju napędowego, który musiał zostać zneutralizowany przez straż pożarną. Nikt nie został ranny, a statek nie został uszkodzony, maszynista został oskarżony o rozbicie pociągu.
Następnie nastąpił siedmiomiesięczny okres konserwacji i renowacji, podczas którego utworzono kabinę dla załogi dwóch dużych helikopterów, V-22 Osprey oraz Sikorsky SH-60 Seahawk. Statek może również tankować samoloty.

baretka amerykańskiego odznaczenia marynarki wojennej „Meritorious Unit Commendation”

## Nagrody i odznaczenia
- Navy Meritorious Unit Commendation – odznaczenie dla jednostek wojskowych Sił Zbrojnych Stanów Zjednoczonych (1987, 2001, 2005, 2006, 2010)
- Philippine Republic Presidential Unit Citation – Odznaczenie Prezydenta Republiki Filipin– (1987)
- Navy Unit Commendation – amerykańskie odznaczenie marynarki wojennej (1990, 1991)
- Southwest Asia Service Medal – Medal w Służbie Południowo-Wschodniej Azji (1990,1991)
- Humanitarian Service Medal – Medal za Humanitarną Służbę (2004,2005, 2006)[36]
- nagrodę „Peacemaker” (działania na rzecz pokoju) nadaną przez Narodowe Centrum Rozwiązywania Konfliktów (2012)[15][37][38].

## Specyfikacja szpitala[39]
- Personel:

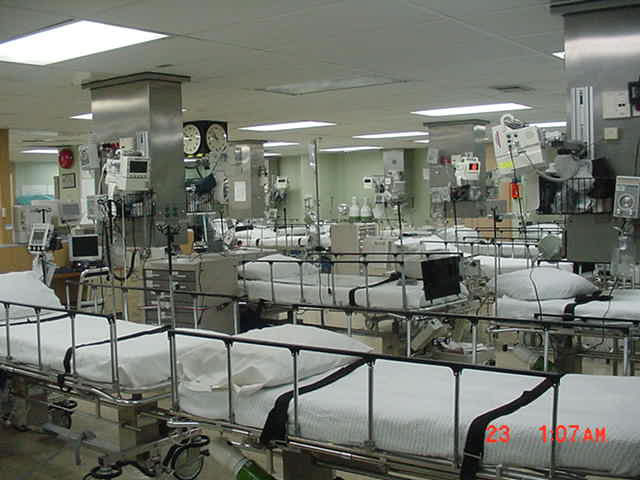
Oddział Intensywnej Terapii Medycznej

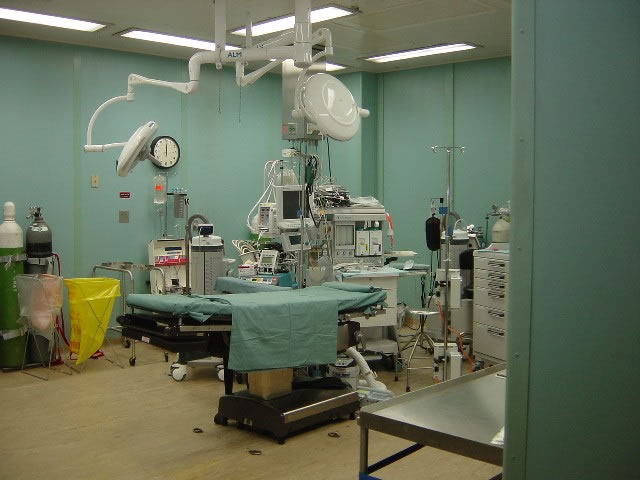
Sala operacyjna na pokładzie USNS Mercy

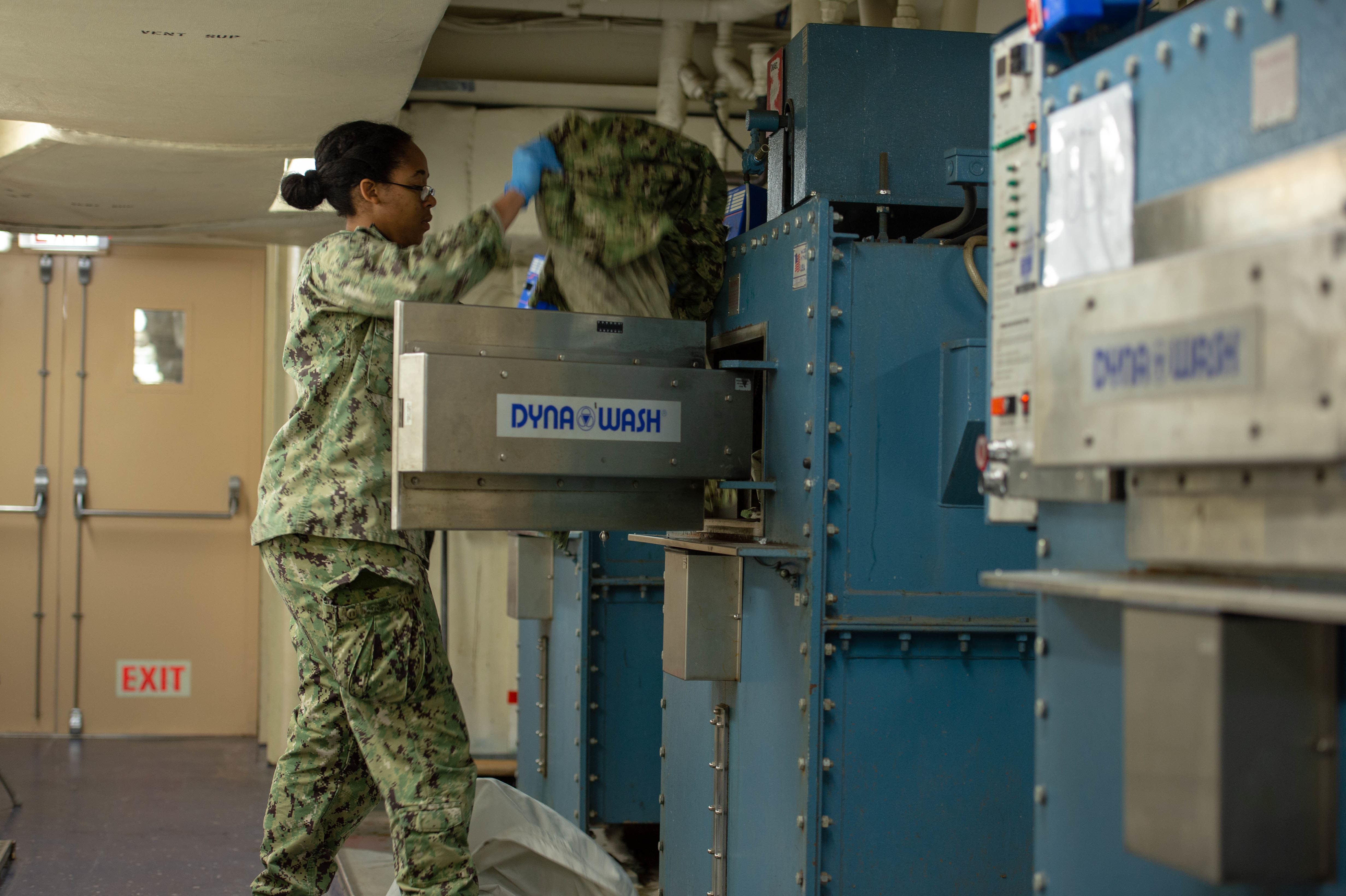
Pralnia na pokładzie

  - Personel wojskowy (obsługa statku i ochrona): 196
  - Personel służby zdrowia (lekarsko-dentystyczny): 1156
- Pojemność szpitala: 1000 łóżek
- Sale operacyjne: 12
- Oddziały i działy szpitalne:
  - Izba przyjęć
  - Oddział radiologii w tym tomografia komputerowa
  - Angiografia
  - Laboratorium główne plus laboratorium satelitarne
  - Sterylizatornia
  - Zaopatrzenie medyczne/apteka
  - Fizjoterapia i oddział leczenia oparzeń
  - Oddział intensywnej terapii
  - Usługi dentystyczne
  - Zakład optyczny
  - Kostnica
  - Pralnia
  - Bank krwi
  - Zakłady produkujące tlen (dwa)
- Wyposażenie lotnicze: lądowisko dla helikopterów, dwa miejsca[35]